# Stakksfjörður
Stakksfjörður – zatoka w południowo-zachodniej Islandii, między półwyspem Miðnes a głównym trzonem półwyspu Reykjanes. Stanowi część rozległej zatoki Faxaflói. W jej ramach występują mniejsze zatoki: Njarðvík i Vogavík. Ma około 8 km szerokości i 4 km długości. 
Obszar nad zatoką jest stosunkowo gęsto zaludniony jak na warunki islandzkie – w nadbrzeżnych miejscowościach Keflavík, Njarðvík i Vogar zamieszkuje około 16 tys. osób. Miejscowości te łączy ze sobą biegnąca w pobliżu wybrzeża zatoki droga nr 41.